# SZTE Eötvös Loránd Kollégium
A Szegedi Tudományegyetem Eötvös Loránd Kollégiumát 1931-ben Bay Zoltán és Náray-Szabó István alapította a budapesti Eötvös József Kollégium mintájára. A 110 hallgatót fogadó és 78 bentlakó biztosító kollégium az SZTE első karközi szakkollégiuma, épülete a szegedi Hősök Kapuja közelében található.

## Története
A kollégiumot Bay Zoltán és Náray-Szabó István, két egykori budapesti egyetemista alapította 1931-ben. Bay és Náray-Szabó Szegedre kerülvén fontosnak találta, hogy a dél-alföldi városban is működjön egy – a francia École Normale Superieur és az angol College-ok mintára - szellemi és lakhatási értelemben vett diákközösség. Az első egyetemi tanévben a szakkollégium 8 bentlakó és egy bejáró diákot (Szőkefalvi-Nagy Béla) fogadott. A kollégium túlélte a második világháborút, majd 1946-ban megszűnt. Tízéves szünet után, 1956 szeptemberében egykori szakkollégisták szerepvállalásának köszönhetően kelt újból életre.

## Kollégiumi élet
A kollégium szellemi, kulturális és közösségi életét vezetőik segítségével a tagok szervezik.
A Eötvös igyekszik diákjait közösséggé formálni, ennek érdekében különböző közösségi tevékenységekben való részvételt tesz lehetővé számukra. A közösség évente megszervezi az Eötvözet Konferencia nevű interdiszciplináris konferenciát, valamint jelentős szerepet vállal Vegyetem néven elsőéves kémia, kémia tanári és vegyészmérnökhallgatók számára tábor szervezésében, emellett saját könyvtárral rendelkezik. A kollégiumnak saját kispályás labdarúgócsapata van Namiújság Gondnokúr néven. A kollégium összetartó erejét igyekszik az egyetem utáni évekre átmenteni a Eötvös Baráti Kör, amely a nem ritkán tudományos karriert befutott egykori hallgatókat gyűjti össze.

## Egykori híres kollégisták
Szőkefalvi-Nagy Béla, Guba Ferenc, Bor Pál, Apáti-Tóth Kata, Grecsó Krisztián, Csörgő Sándor, Dombi József, Szabad János, Komlósi Sándor, Garab Győző, Haracska Lajos, Unk Ildikó, Sasvári Kálmán, Wiandt Tamás, Csapody Miklós, Bratinka József, Grasselly Gyula, Hatvani László, Röst Gergely

## Eötvös Loránd Kollégistákért Alapítvány
2009 óta működik az Eötvös Loránd Kollégistákért Alapítvány (EKA), amely adományokon keresztül támogatja a szakkollégium közösségét és működését. Az alapítvány minden évben odaítéli az Alapítvány Díját, amelyet tanulmányi eredmények, tudományos munka és a közösségért végzett tevékenység alapján ítélnek meg. A díjazott pénzjutalomban részesül.

## Barczi Zsóka-emlékdíj
Barczi Erzsébet „Zsóka” (1960–2012) történelem-népművelés szakon végzett tanárnő tiszteletére, aki 1991-től a  2012. december 19-én bekövetkezett haláláig volt a kollégium tanára, a Kollégiumi Bizottság 2013-ban létrehozta a Barczi Zsóka-emlékdíjat. A díjat azok a kollégiumi hallgatók kaphatják, akik a kiváló tanulmányi előmenetelük és esetleges kollégiumi tisztségeik mellett aktívan részt vállalnak a kollégiumi életben. A díj átadására első ízben 2013 júniusában került sor, és minden évben egy hallgatónak ítélik oda a díjat a kollégiumi hallgatók titkos szavazása alapján. A díjazott elismerő oklevelet vehet át, és pénzjutalomban is részesül.